# Йордан Пеев (поет)
Вижте пояснителната страница за други личности с името Йордан Пеев.
Йордан Димитров Пеев е български поет и писател.

## Биография и творчество
Роден е през 1968 г. в Стара Загора. Завършва специалност „Българска филология“ в Софийския университет „Св. Климент Охридски“. Заедно с Пламен Дойнов, Георги Господинов и Бойко Пенчев създават литературен клуб. През 1990 г. в съавторство с Пламен Дойнов публикува поетичния сборник „Сълзите на гнева“, в който неговите стихове са обединени в раздела „Каруцата на ветровете“.
Известно време като журналист в радио „Веселина“, а след това и в Радио Стара Загора.
През 2014 г. е издаден сборникът му „Когато смъртта ми прогледне“, а през 2016 г. сборникът „Стъклена кожа“.
През 2015 г. са публикувани книгите му „Пощальонът“ и „Последният Адам“. През 2022 г. излизат романът му „Аквариум за китове“ и пиесата му в стихове и проза „Костилки от ягоди“.
Автор е на стихосбирките: „Ръце за даване“, „Рими на зарчета“, „Пастирът на Светулките“, „Любовни вертикали“, „Детонатор за глухарчета“ и „Филантропията на един варварин“.
Автор на поетичния превод и либрето на мюзикъла „Есмералда“ на Старозагорската опера.
Удостоен е с награди от различни конкурси – втора награда от конкурса „Веселин Ханчев“, награда от СБП на Четвърти Национален конкурс за поезия „Добромир Тонев“ 2014 г., награда от поетичния конкурс „Срещу вятъра“, единодушен носител на приза както на публиката, така и според оценката на авторитетното жури на наградата за поезия на четвъртото издание на националния конкурс „Усин Керим“ (2016). През юни 2017 г. поделя с Иван Тенев и Александър Петров втора награда в конкурса Славейкова награда (първа награда не се присъжда). Носител на литературни награди от национални конкурси на името на Никола Вапцаров, Добромир Тонев и редица други.
Член е на Съюза на българските писатели.
Йордан Пеев живее в Стара Загора.

### Самостоятелни романи
- Пощальонът (2015)
- Последният Адам (2015)
- театрални пиеси: Криле за таралежи - комедия (2018), Костилки от ягоди (2019) и моноспектакъла Посрещането на Поета (2019)

### Сборници
- Сълзите на гнева (1990) – поезия, с Пламен Дойнов
- Когато смъртта ми прогледне (2014) – поезия
- Стъклена кожа (2016) – поезия
- Любовни вертикали (2017) – поезия
- Детонатор за глухарчета (2017) – поезия
- Филантропията на един варварин (2019) - поезия